# Tetanopsis mediterranea
Tetanopsis mediterranea är en kräftdjursart. Tetanopsis mediterranea ingår i släktet Tetanopsis och familjen Ectinosomatidae. Inga underarter finns listade i Catalogue of Life.